# Archigyrodactylus liebyi
Archigyrodactylus liebyi är en plattmaskart. Archigyrodactylus liebyi ingår i släktet Archigyrodactylus och familjen Gyrodactylidae. Inga underarter finns listade i Catalogue of Life.